# Harald Mielsch
Harald Mielsch (* 11. Juni 1944 in Baden-Baden; † 3. April 2025) war ein deutscher Klassischer Archäologe und Hochschullehrer.
Harald Mielsch studierte in Bonn und Rom von 1963 bis 1970 die Fächer Klassische Archäologie, Altphilologie und Alte Geschichte. Im Jahr 1970 wurde er in Bonn promoviert mit der Arbeit Römische Stuckreliefs. Zur Entwicklung der römischen Wand- und Deckenstukkaturen. Von 1974 bis 1977 war er Assistent an der Abteilung Rom Deutschen Archäologischen Instituts und von 1977 bis 1985 Assistent an der Freien Universität Berlin. Im Jahr 1984 erfolgte seine Habilitation für Klassische Archäologie an der Freien Universität Berlin. Mielsch lehrte von 1985 bis 1994 als Professor für Klassische Archäologie an der Universität Würzburg. Von 1994 bis 2009 war er Professor für Klassische Archäologie an der Universität Bonn und Direktor des Akademischen Kunstmuseums.
Zu seinen Arbeitsschwerpunkten gehörten antike Bronzearbeiten, die römische Wandmalerei sowie generell die Ausstattung antiker Häuser und Gräber. Speziell beschäftigte er sich außerdem mit der Vatikannekropole und dem Verhältnis zwischen Mensch und Tier in der Antike. Mielsch war seit 1984 korrespondierendes, seit 1996 ordentliches Mitglied des Deutschen Archäologischen Instituts sowie seit 2005 ordentliches Mitglied der Nordrhein-Westfälischen Akademie der Wissenschaften und der Künste. Mielsch war bis 2009 Vorsitzender des Vereins von Altertumsfreunden im Rheinlande (AV). Sein Nachfolger wurde der Bonner Althistoriker Winfried Schmitz. Mielsch war weiterhin Mitglied im Vorstand.

## Schriften
- Römische Stuckreliefs (= Mitteilungen des Deutschen Archäologischen Instituts. Römische Abteilung. Ergänzungsheft. Band 21). Kerle, Heidelberg 1975 (Zugleich: Dissertation, Universität Bonn 1970).
- Buntmarmore aus Rom im Antikenmuseum Berlin. Staatliche Museen Preussischer Kulturbesitz, Berlin 1985, ISBN 3-88609-096-5.
- Die römische Villa. Architektur und Lebensform. Beck, München 1987, ISBN 3-406-31576-3.
- Römische Wandmalerei. Wissenschaftliche Buchgesellschaft, Darmstadt 2001, ISBN 3-534-01360-3.
- mit Barbara Niemeyer: Römisches Silber aus Ägypten in Berlin (= Winckelmanns-Programm der Archäologischen Gesellschaft zu Berlin. Nummer 139/140). De Gruyter, Berlin 2001, ISBN 3-11-017231-3.
- Griechische Tiergeschichten in der antiken Kunst. Zabern, Mainz 2005, ISBN 978-3-8053-3548-5.
- Häuser von Senatoren in Rom. Architektur und Leben (= Vorträge. Nordrhein-Westfälische Akademie der Wissenschaften und der Künste. Band G 451). Ferdinand Schöningh, Paderborn 2016, ISBN 978-3-506-78563-3.